# Divisió d'Encke

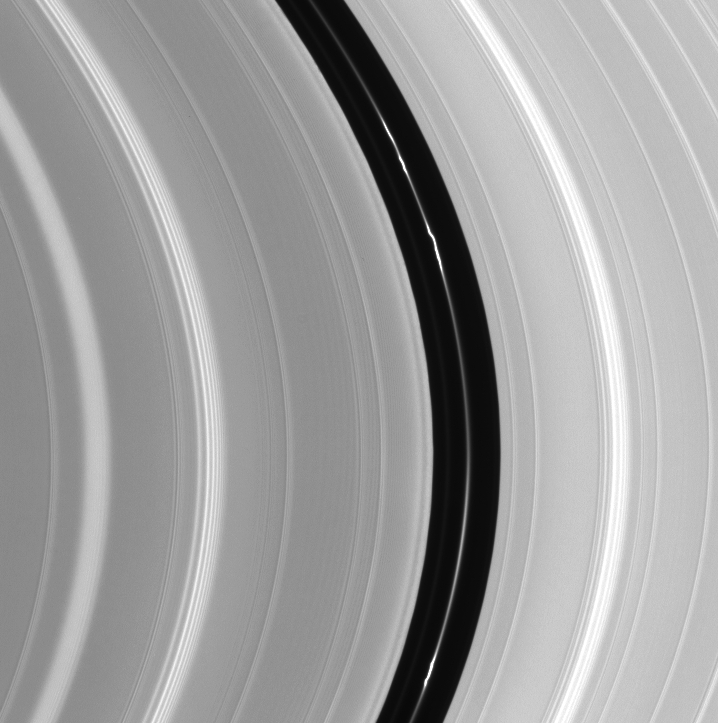
La Divisió Encke.

La Divisió d'Encke és un buit dins de l'Anell A del planeta Saturn.
La divisió s'estén des d'una distància de 133.580 quilòmetres del centre de Saturn i té una amplària de 325 quilòmetres. Dins d'aquest buit, circula la lluna de Saturn Pan que manté el buit.
Les imatges de la sonda Cassini ha mostrat que hi ha un anell prim, dins del buit. Encara que la lluna no es veu, sí que s'observen les ones que causa en l'anell.